# Mette Louise Holland
Mette Louise Holland (født 8. februar 1974) er en dansk psykolog og tidligere skuespiller.
Holland er uddannet fra Teaterskolen Holberg i 2000.

## Filmografi
- Nattens engel (1998)

### Tv-serier
- Rejseholdet (2000-2003)
- De udvalgte (2001)